# Grmeč
Grmeč es una montaña en el noroeste de Bosnia y Herzegovina. Tiene más de 60 kilómetros de largo y está rodeado por la ciudad de Bihać, Bosanski Petrovac, Ključ, Sanski Most y Bosanska Krupa. Se extiende entre los ríos Una y Sana.